# Lothair (Südafrika)
Lothair ist eine Stadt in der südafrikanischen Provinz Mpumalanga. Sie liegt in der Msukaligwa Local Municipality im Distrikt Gert Sibande.

## Geographie
2011 hatte Lothair 6099 Einwohner, einschließlich der Townships Silindile und Breyten im Osten des Stadtgebiets, in denen zusammen rund 5800 Menschen lebten. In der Nähe liegt das Feuchtgebiet Bonnie Brook am Oberlauf des Usutu, der als Maputo in den Indischen Ozean mündet.

## Geschichte
Lothair wurde 1878 von schottischen Auswanderern gegründet und nach dem 1870 erschienenen Roman Lothair von Benjamin Disraeli benannt.

## Wirtschaft und Verkehr
Um Lothair wird vor allem Forstwirtschaft betrieben (Kieferngewächse, Eukalypten). Der Ort ist über örtliche Straßen mit seinen Nachbarorten verbunden. Lothair ist Endstation einer Bahnstrecke, die in Buhrmanskop bei Ermelo beginnt und im Güterverkehr betrieben wird. Geplant ist – im Rahmen des Projekts Swazilink – die Errichtung einer 146 Kilometer langen Neubaustrecke von Lothair ostwärts nach Sidvokodvo in Eswatini.